# Balschtespitze
Il   Balschtespitze    è una montagna alta 2.498 m sopra il livello del mare, sito nelle Alpi dell'Algovia, nella Catena montuosa dell'Hornbach, nello stato federale austriaco del Tirolo, in Austria.

## Geografia
Situata tra l'altrettanto raramente visitata Kreuzkarspitze a est e l'Ilfenspitzen, Plattenspitze Östliche e Wolfebnerspitze a ovest, la Balschtespitze mostra ripide pareti rocciose che scendono verso Kreuzkar e Schöneckerkar a nord e un aspetto aspro a sud. L'imponente Balschteturm, un'enorme guglia rocciosa, si erge all'estremità meridionale culminante della cresta sud, in alto sopra Balschtekar, a sud della vetta. La via normale di salita utilizza il versante meridionale, iniziando a est della Schönecker Scharte, il valico principale tra la valle di Hornbach a nord e la valle di Lechtal a sud. Queste due valli dividono la catena montuosa dell'Hornbach (e la Balschtespitze) dalla catena principale dell'Algovia e dalle Alpi della Lechtal.

## Accesso
Per raggiungere la vetta del Balschtespitze bisogna raggiungere l'Enzensperger Weg, sentiero n. 432 / 435 nella parte centrale del Balschtekar. Da Elbigenalp bisogna seguire la strada di montagna fino al Kasermandl Inn e alla funivia di rifornimento del rifugio Hermann von Barth. Alla fine di questa strada ci sono tre possibilità:
- Seguire il sentiero Rotwand verso destra, passando per il rifugio Göllnerhütte e salendo fino al Balschtesattel. Dal Balschtesattel svoltare sul sentiero 435 in direzione ovest e scendere a Balschtekar. Seguire questo sentiero fino al bivio con la salita alla Schönecker Scharte (sentiero n. 432).
- Seguire il sentiero 436 fino al rifugio Hermann von Barth Hütte e girare a destra sul sentiero 432 / 435 verso Balschtekar. Attraversare Balschtekar fino al bivio con il numero 432 che porta alla Schönecker Scharte.
- Lasciare il sentiero 436, il sentiero del rifugio Herrmann von Barth, all'incrocio del ruscello Balschte. Seguire il ruscello Balschte sul suo lato destro (sinistra orografica) fuori sentiero, salendo verso Balschtekar e fino all'Enzensperger Weg (sentiero 432 / 435). Raggiungere l'Enzensperger Weg vicino al bivio menzionato con il sentiero numero 432 per la Schönecker Scharte o poco a est di esso. Al bivio, seguire il sentiero 432 in direzione Schönecker Scharte. Abbandonare il sentiero dove inizia a zigzagare verso il colle e svoltare a destra. Salire su un sentiero appena visibile fino al ripido pendio roccioso meridionale della Balschtespitze. Rimontare sulle rocce dove è più facile (grado UIAA I) e andare dietro il ripido pendio di prati e rocce fino alla vetta[1].